# Mike Williamson
Michael James „Mike“ Williamson (* 8. November 1983 in Stoke-on-Trent) ist ein ehemaliger englischer Fußballspieler und heutiger -trainer. 

## Karriere
Williamson begann seine Karriere bei Torquay United und wechselte im November 2001 zum FC Southampton. Nachdem er in der ersten Mannschaft nicht zum Zuge gekommen war, wurde er zu seinem Jugendverein verliehen. Als dieses Leihgeschäft beendet war, wechselte er auf Leihbasis zu den Doncaster Rovers. Sein dritter Leihvertrag brachte ihn zu den Wycombe Wanderers, wo er nach guten Leistungen insgesamt vier Jahre blieb.
Am 26. Januar 2009 wechselte er für eine unbekannte Ablösesumme zum FC Watford. Am 1. September 2009 unterzeichnete er einen Vertrag beim FC Portsmouth.
Von Januar 2010 bis 2016 spielte er bei Newcastle United. Am 4. Dezember 2010 unterzeichnete der Abwehrspieler einen Kontrakt bis ins Jahr 2016 bei den Magpies. Für den Rest der Saison bildete er in Abwesenheit des verletzten Steven Taylor eine zuverlässige Partnerschaft mit Fabricio Coloccini. In der darauffolgenden Saison 2011/12 behinderten eine Arm- und eine Knöchelverletzung seine Einsätze in der ersten Mannschaft, so dass er zwischen Ende August und Ende Dezember nicht mehr zum Einsatz kam. Am 29. Dezember 2013 absolvierte Williamson sein 100. Premier-League-Spiel für Newcastle United.
Nachdem er unter dem neuen Trainer Steve McClaren in der Liga nicht zum Einsatz gekommen war, wurde Williamson am 29. Oktober 2015 für einen Monat an den Zweitligisten Wolverhampton Wanderers ausgeliehen, um den verletzten Kortney Hause zu ersetzen. Sein Debüt gab er zwei Tage später im nächsten Spiel der Wolves, einem 2:0-Auswärtssieg beim Rivalen Birmingham City, bei dem Williamson zum Mann des Spiels gewählt wurde. Nach drei Einsätzen, in denen der Klub nur ein Gegentor kassierte und vier Punkte holte, wurde seine Leihe zunächst bis Januar verlängert, wurde aber nach insgesamt fünf Einsätzen aufgrund von Verletzungen bei seinem Stammverein zurückgeholt. Williamson zog sich jedoch sofort eine eigene Verletzung zu, die ihn für den Rest der Saison 2015/16 außer Gefecht setzte.
Trotz seiner Verletzung unterschrieb Williamson am 29. Januar 2016 einen 18-monatigen Vertrag bei den Wolves, nachdem er während seiner früheren Leihe beim Klub aus den Midlands beeindruckt hatte, und zahlte dafür 250.000 £. Anhaltende Verletzungsprobleme verhinderten jedoch, dass er in diesem Jahr auch nur einen einzigen Auftritt hatte, zu Beginn der Saison 2016/17 erhielt er keine Kadernummer. Am 7. Januar 2017 kehrte er schließlich zurück und absolvierte beim 2:0-Auswärtssieg im FA Cup gegen Stoke City seinen ersten Einsatz für die Wolves seit seiner Festanstellung. Zwei Monate später kam er bei der 1:2-Niederlage gegen den FC Reading zu seinem ersten Einsatz in der Liga, bei dem er wegen zweier gelber Karten des Feldes verwiesen wurde. Seinen letzten Auftritt für den Verein hatte er bei der 1:3-Niederlage gegen Derby County im Pride Park Stadium am 29. April 2017.
Nachdem er seit seiner Verpflichtung nur sechs Einsätze in allen Wettbewerben absolviert hatte, wurde am 19. Mai 2017 bekannt gegeben, dass Williamson nach Ablauf seines Vertrags von den Wolves entlassen wird.
Williamson unterschrieb am 26. Juli 2017 einen Einjahresvertrag bei Oxford United aus der League One. Sein Debüt gab er im Eröffnungsspiel der Saison 2017/18 gegen Oldham Athletic, das mit einem 2:0-Auswärtssieg für Oxford endete. Er kam in der Saison auf 14 Einsätze in der Liga und wurde am Ende der Saison vom neu ernannten Trainer Karl Robinson entlassen.
Im August 2018 unterschrieb er einen Einjahresvertrag beim FC Gateshead. Wie bei den meisten Spielern und Mitarbeitern von Gateshead wurde auch bei Williamson der Vertrag am Ende der Saison aus finanziellen Gründen nicht verlängert. Am 14. Januar 2019 wurde er Spielertrainer, nachdem Ben Clark dauerhaft zum Manager ernannt wurde.
Williamson wurde am 11. Juni 2019 nach dem Abstieg des Vereins in die National League North zum Spielertrainer von Gateshead ernannt, sein Assistent wurde Ian Watson. Seine Mannschaft lag auf dem achten Platz, zwei Punkte hinter den Playoffs, als die Saison im März 2020 wegen der COVID-19-Pandemie abgebrochen wurde.
Nachdem er im Dezember 2021 aus vier Spielen die maximale Anzahl von 12 Punkten geholt hatte und seine Mannschaft damit auf dem Weg zum Aufstieg war, wurde Williamson als National League North Manager of the Month ausgezeichnet. Am 2. Mai 2022, im vorletzten Spiel der Saison 2021/22, wurde Gateshead durch ein 2:2-Unentschieden gegen den FC Chorley Meister und stieg drei Jahre nach dem Abstieg wieder in die National League auf. Williamson wurde später zum National League North Manager of the Season ernannt. 2023 erreichte Williamson mit Gateshead das Finale um die FA Trophy, das im Londoner Wembley-Stadion mit 0:1 gegen den FC Halifax Town verloren wurde. Mitte Oktober 2023 verließ Williamson Gateshead, um den Cheftrainerposten beim Viertligisten Milton Keynes Dons zu übernehmen. Er erreichte mit Milton Keynes als Viertplatzierter die Play-offs, scheiterte dort aber im Halbfinale mit 1:8 nach Hin- und Rückspiel an Crawley Town.
Mitte September 2024 löste Carlisle United Williamson aus seinem Vertrag beim Ligakonkurrenten Milton Keynes Dons. Die Maßnahme war von wenig Erfolg geprägt. Williamson gewann nur 5 von 25 Pflichtspielen, bei seiner Entlassung Anfang Februar 2025 stand das Team auf dem letzten Tabellenplatz mit fünf Punkten Rückstand auf die Nichtabstiegsplätze.